# Josep Miralles
Josep Miralles i Sbert (Palma de Mallorca, 14 de septiembre de 1860 - Palma de Mallorca, 23 de diciembre de 1947) fue un obispo español. Ocupó los cargos de obispo de Lérida (1914-1925), obispo coadjutor de Barcelona (1925-1926), obispo de Barcelona (1926-1930) y obispo de Mallorca (1930-1947).

## Biografía

### Primeros años y formación
Nació en Palma en 1860. Su padre era oficial del Archivo de Protocolos de la ciudad. Cursó sus estudios eclesiásticos en el Seminario de Palma y la carrera de Magisterio en la Escuela normal de la ciudad.  
Fue ordenado sacerdote el 7 de junio de 1884. Obtuvo el doctorado en Sagrada Teología en el Seminario Central de Valencia, y los doctorados en Derecho canónico y en Filosofía y Letras en la Universidad de Madrid.

### Vida sacerdotal y docente
Fue nombrado profesor en el Seminario de Palma y fiscal eclesiástico de la diócesis. En 1896 obtuvo, por oposición, el cargo de canónigo archivero de la catedral de Mallorca, y entre los años 1896 y 1901 catalogó el Archivo Capitular de Mallorca. Años más tarde, ya siendo obispo de Mallorca publicó el catálogo en papel, en formato libro en 3 volúmenes. 

### Episcopado

#### Obispo de Lérida y obispo coadjutor de Barcelona
El 24 de mayo de 1914 ascendió al obispado de Lérida, donde permaneció hasta 1925, cuando por la enfermedad del obispo de Barcelona, Ramon Guillamet, fue nombrado obispo coadjutor para hacerse cargo de la gestión de este obispado. 
Desde 1918 hasta 1920 desempeñó el cargo de senador por el Arzobispado de Tarragona.

#### Obispo de Barcelona
El 14 de abril de 1926 murió el obispo Guillamet y Miralles le sucedió inmediatamente. 
Durante cuatro años regió la diócesis, creando el Consejo Superior Diocesano y el Monte de Piedad del Clero Barcelonés. 
Organizó las Juntas Misioneras parroquiales y fundó la Residencia de Sacerdotes Ancianos de Les Corts. 
Su defensa del uso de la lengua catalana en la actividad eclesial no fue bien vista entre las autoridades de la dictadura de Primo de Rivera, que presionaron para desplazarlo de su sitial y lo consiguieron.

#### Obispo de Mallorca
En enero de 1930 fue nombrado obispo de Mallorca, con la dignidad de arzobispo titular de Beroë. 
Durante su gobierno impulsó la Acción Católica y apoyó el Colegio Internacional Luliano, dirigió varias revistas católicas y el Boletín de la Sociedad Arqueológica Luliana. 
Escribió un buen número de obras de carácter histórico, filosófico y teológico, aparte de multitud de artículos, estudios, sermones y cartas pastorales.
Al estallar la sublevación militar de 1936, la isla pasó rápidamente a control del bando sublevado y el obispo Miralles tuvo que hacer esfuerzos para mantener su posición. Se abstuvo tanto como pudo de alabar al llamado «Movimiento Nacional» pero también contemporizó con el régimen franquista hasta tal punto que el autor francés Georges Bernanos, católico y simpatizante de la Falange Española Tradicionalista y de las JONS, acusó al obispo Miralles en su libro Los grandes cementerios bajo la luna de haber colaborado con su permisividad en la represión y el terror desatados por el comandante de las tropas italianas de Mussolini, Arconovaldo Bonaccorsi. Por ejemplo, el 6 de septiembre de 1936 bendijo en el aeródromo de Son San Juan varios aviones que habían sido adquiridos en la Italia fascista. Otro ejemplo es el hecho en el cual el obispo Miralles, junto con las mujeres de Acción Católica y las monjas carcelarias, durante dos años presionaron a Matilde Landa, que había llegado a principios de agosto del 1940 a la prisión de Can Sales en Palma, con castigos y aislamientos con el fin de bautizarla, pero no consiguieron su objetivo. Finalmente, la amenazaron con reducir la ración de leche a los hijos de las presas. En la tarde del 26 de septiembre de 1942 como último acto político de la dirigente comunista para frustrarle al régimen la propaganda de su tan buscada claudicación, Matilde decide lanzarse al vacío poco tiempo antes de ser bautizada. En los 40 minutos que duró su agonía, con su voluntad anulada, fue bautizada “in articulo mortis”, para regocijo de la Iglesia.  Intentó separar las cuestiones de la Iglesia de las del Estado. A pesar de todo, logró mantener el uso del catalán en la catequesis y la prédica en unos tiempos absolutamente contrarios a la tolerancia lingüística.
Dada su avanzada edad y su salud delicada, en febrero de 1947 fue creado obispo coadjutor Juan Hervás y Benet. 
Murió el 22 de diciembre de 1947 y fue enterrado en la Catedral de Santa María de Palma de Mallorca.

## Sucesión
| Predecesor: Juan Antonio Ruano Martín           | Obispo de Lérida 1914-1925    | Sucesor: Manuel Irurita y Almándoz |
| Predecesor: Ramon Guillamet i Coma              | Obispo de Barcelona 1926-1930 | Sucesor: Manuel Irurita y Almándoz |
| Predecesor: Gabriel Llompart i Jaume Santandreu | Obispo de Mallorca 1930-1947  | Sucesor: Juan Hervás y Benet       |

- Datos: Q4025997
- Multimedia: Josep Miralles i Sbert / Q4025997